# Сельское поселение «Деревня Старки»
Се́льское поселе́ние «Деревня Старки» — муниципальное образование в Дзержинском районе Калужской области Российской Федерации.
Административный центр — деревня Старки.

## История
Статус и границы сельского поселения установлены Законом Калужской области от 28 декабря 2004 года № 7-ОЗ «Об установлении границ муниципальных образований, расположенных на территории административно-территориальных единиц „Бабынинский район“, „Боровский район“, „Дзержинский район“, „Жиздринский район“, „Жуковский район“, „Износковский район“, „Козельский район“, „Малоярославецкий район“, „Мосальский район“, „Ферзиковский район“, „Хвастовичский район“, „Город Калуга“, „Город Обнинск“, и наделении их статусом городского поселения, сельского поселения, городского округа, муниципального района»

## Население
| 2010 | 2012 | 2013 | 2014 | 2015 | 2016 | 2017 |
| ---- | ---- | ---- | ---- | ---- | ---- | ---- |
| 920  | ↗936 | ↘922 | ↘913 | ↗940 | ↘933 | ↘923 |
| 2018 | 2019 | 2020 | 2021 |      |      |      |
| ↗944 | ↗962 | ↗976 | ↘834 |      |      |      |

## Состав сельского поселения
| № | Населённый пункт | Тип населённого пункта          | Население |
| - | ---------------- | ------------------------------- | --------- |
| 1 | Бели             | деревня                         | ↘119      |
| 2 | Дурнево          | деревня                         | ↗36       |
| 3 | Никольское       | деревня                         | ↘18       |
| 4 | Новое Уткино     | деревня                         | ↘46       |
| 5 | Старки           | деревня, административный центр | ↘604      |
| 6 | Старое Уткино    | деревня                         | ↗47       |
| 7 | Устье            | деревня                         | →50       |